# 周云冰
周云冰是马来西亚籍的演员、模特。生于马来西亚柔佛州，祖籍中國福建永春，為馬來西亞華裔。在2007年 MISS MALAYSIA MODEL 十強。 2012年代表马来西亚豪华轿车小姐获得亚军，同时也得最上镜奖。她受邀到香港发展，自此便與香港影视圈結下不解之緣。後來又到了北京北漂了數年。周云冰也学习武术，她是周强师傅的弟子。

## 获奖经历
马来西亚星洲日报选美2009
马来西亚豪华车代表选美 2012 第二名 与 最上镜小姐
马来西亚化妆品特丽美选美小姐总决赛2012
《中国旅游天使选拔大赛》2012
马来西亚Top100最具有影响力女性2016

## 演艺经验
水舞全城2--嘉宾
爱情包囊 RTM 单元剧
丐世英雄（电影）
Co-cost for TV2 - Akua Ekstrem
Co-host for TV2 - 水舞全城 Splash Fiesta
88 kopidiam
ON FM 节目嘉宾
北京卫视--节目嘉宾
中国歌手MV
香港恐怖在线--嘉宾

宅男爱上她-中国网络电影
好声音漫步西班牙-节目
VIU TV 飞槟吧！男神！(HK)
Daikin 广告故事篇 (MY)
喜乐无穷塞班岛  监制、制片人
（一起走过的日子）预告片=演员、监制、制片人 (Movie)
试片
```
家和万事兴微电影 = 演员、监制 (MY)
```

2021年 中港新马联合制作-慈善公益电影“伴我同行”= 总制片、演员、监制 （正在进行中。。。）
https://www.chinapress.com.my/?p=2483570 （页面存档备份，存于）
获奖经历
—马来西亚豪华车选拔赛 2012 亚军与最上镜小姐
—马来西亚TOP 100 最具有影响力女性2016
—MC Million Woods Global Award 2019
(2019最具有发展潜力演艺人）

## 外部連結
- 周云冰的Facebook專頁
- 周云冰的Instagram帳戶
- YouTube上的